# Epimolis creon
Epimolis creon là một loài bướm đêm thuộc phân họ Arctiinae, họ Erebidae.